# Чернобиљ (мини-серија)
Чернобиљ (енгл. Chernobyl) је петоделна британско-америчка телевизијска мини-серија коју је осмислио и написао Крејг Мазин, а режирао Јохан Ренк. Серија описује нуклеарну катастрофу у Чернобиљу која се догодила у априлу 1986. године и до сада невиђене напоре приликом чишћења који су уследили.
Серија је резултат копродукције Ејч-Би-Оуа и британске телевизијске мреже Скај. Премијерно је приказана 6. маја 2019. године у САД, а 7. маја 2019. године у Уједињеном Краљевству.

## Радња
Чернобиљ приказује „истиниту причу о једној од најгорих катастрофа које је човек направио у историји и говори о храбрим мушкарцима и женама који су се жртвовали да би спасили Европу од незамисливе катастрофе. Минисерија се фокусира на срцепарајући обим катастрофе нуклеарне електране која се догодила у Украјинској ССР у априлу 1986. године, откривајући како и зашто се то догодило и говорећи шокантне, изванредне приче о херојима који су се борили и пали.”

## Улоге и ликови
- Џаред Харис као Валериј Легасов, заменик директора Института за атомску енергију Курчатов и део тима који је одговорио на Чернобиљску катастрофа.
- Стелан Скарсгорд као Борис Шчербина, заменик председника Већа министара и шеф Бироа за гориво и енергију. Кремљ га је изабрао да предводи владину комисију за Чернобиљ након што је дошло до катастрофе.
- Емили Вотсон као Уљана Комјук, измишљени композитни лик, научница из Института за нуклеарну енергију Академије наука Белоруске ССР, који постаје члан тима који истражује катастрофу.
- Џеси Бакли као Људмила Игњатенко, супруга Василија Игњатенка.
- Адам Нагаитис као Василиј Игњатенко, 25-годишњи ватрогасац који живи у Припјату.
- Пол Ритер као Анатолиј Дјатлов, помоћник главног инжењера у чернобиљској нуклеарној електрани.
- Сем Тротон као Александр Акимов, надзорник ноћне смене.
- Роберт Емс као Леонид Топтунов, виши инжењер за управљање реактором.
- Адам Лундгрен као Вјачеслав Бражњик, виши оператер турбином.
- Карл Дејвис као Виктор Проскурјаков.
- Џеј Симпсон као Валериј Перевозченко, надзорник у реакторском одељењу.
- Били Постлетуејт као Борис Стољарчук, виши контролни инжењер 4. јединице.
- Ејдриан Роулинс као Николај Фомин, главни инжењер Чернобиљске нуклеарне електране.
- Кон о'Нил као Виктор Брјуканов, директор Чернобиљске нукеарне електране.
- Доналд Самптер као Жарков, члан извршног одбора Припјата.
- Бари Кеоган као Павел, цивил регрутован да служи као ликвидатор.
- Ралф Ајнесон као генерал-мајор Николај Тараканов, командант Чернобиљских ликвидатора.
- Марк Луис Џоунс као генерал-пуковник Владимир Пикалов, командант Хемијских трупа Оружаних снага Совјетског Савеза.
- Алекс Фернс као Глуков, шеф екипе рудара.
- Мајкл Колган као Михаил Шчадов, совјетски министар индустрије угља.
- Џејмс Космо као рудар.
- Алан Вилијамс као заменик председника КГБ-а Чарков, фиктивни лик.
- Фарес Фарес као Бачо, руски војник.
- Дејвид Денсик као Михаил Горбачов, генерални секретар Комунистичке партије Совјетског Савеза.

## Епизоде
| Бр. еп. | Наслов                       | Редитељ    | Сценариста  | Премијера     | Премијера у УК | Гледаност у САД (милиони) | Гледаност у УК (милиони) |
| --- | ---------------------------- | ---------- | ----------- | ------------- | -------------- | ------------------------- | ------------------------ |
| 1 | 1:23:45                      | Јохан Ренк | Крејг Мазин | 6. мај 2019.  | 7. мај 2019.   | 0,756                     | 0,861                    |
| Узнемирени Валериј Легасов 26. априла 1988. године снима неколико касета, окривљујући Анатолија Дјатлова за Чернобиљску катастрофу и изражавајући своје незадовољство Дјатловљевом малом затворском казном. Након што је касете сакрио испред куће, Легасов се обеси. Две године и један минут раније, у Припјату, Василиј Игнатенко и трудна Људмила Игнатенко сведоци су експлозије и паљења Нуклеарне електране Чернобиљ. Док се Василиј спрема да крене према електрани како би помогао у гашењу пожара који је уследио, уверава забринуту Људмилу да ће се ускоро вратити. У електрани, Дјатлов, Акимов, Топтунов и неколико других у контролној соби почињу процену штете од експлозије. Перевозченко се сусреће са Јувченком, који касније проналази повређеног човека и примећује да је језгро изложено. Кудријавчев, Проскурјаков и Јувченко затим одлазе до реактора где налазе језгро које неконтролисано гори. Како ватрогасне бригаде стижу до електране, Василиј и остали ватрогасци осећају јак укус метала у ваздуху. Василиј присуствује ситуацији где један ватрогасац диже блок графита, да би касније видео истог тог човека са јаким опекотинама на руци од јонизујућег зрачења графитног блока. У Припјату, Људмила излази испред куће и затиче људе који иду да гледају пожар на електрани са железничког моста поред града. Људмила одбија да им се придружи, тврдећи да је то превише опасно, док остали одлазе да гледају пожар, који сјаји плавим сјајем услед јонизујућег зрачења, када на њих убрзо почне да пада радиоактивни пепео из електране, излажући их смртоносној дози радијације. Виктор Брјуканов и Николај Фомин добијају извештај од Дјатлова о тренутној ситуацији и пријављују то као контролу извршног одбора Припјата. Након састанка, Ситников се састаје са Брјукановим, Фомином и Дјатловим, те их извештава да су нивои радијације високи и да би језгро могло бити изложено. Дјатлов се разболи од акутног радијационог синдрома, а Фомин шаље Ситникова на кров у близини места где се десила експлозија како би потврдио да ли је језгро стварно изложено, излажући Ситникова смртоносној дози радијације. Легасов прима телефонски позив од Бориса Шчербине који га обавештава о инциденту у Чернобиљу. Шчербина наређује Легасову од Михаила Горбачова да надгледа чернобиљски комитет као специјалиста РБМК реактора електране. |                              |            |             |               |                |                           |                          |
| 2 | Please Remain Calm           | Јохан Ренк | Крејг Мазин | 13. мај 2019. | 14. мај 2019.  | 1,004                     | 0,891                    |
| Седам сати након експлозије, Улана Комјук открива пораст нивоа радијације у Минску. Она закључује да се инцидент догодио у Чернобиљу, а када њена забринутост буде одбачена од стране Централног комитета, она сама одлази у Чернобиљ. У преоптерећеној болници у Припјату, Људмила налази да је Василиј евакуисан у Москву са другим пацијентима са радијационом болешћу. У Москви, Легасов објашњава Горбачову да је ситуација озбиљнија него што је пријављена, и послат је у Чернобиљ са скептичним Шчербином. Из хеликоптера Легасов указује на графитне остатке и плави сјај јонизујућег зрачења, указујући да је језгро изложено. Уверен, Шчербина се суочава са Брјукановим и Фомином, који оптужују Легасова за дезинформације, али генерал Владимир Пикалов користи дозиметра високог опсега да докаже високе нивое радијације. Легасов налаже војсци да угасе ватру песком и бором, што се показало ризичним. Како се вести о инциденту шире, Припјат је коначно евакуисан. Комјук стиже и упозорава Легасова и Шчербину на ризик од веће експлозије паре услед контакта између коријума и воде у подруму испод реактора. Легасов тражи од Горбачова да нареди смртоносну мисију за испуштање воде, и Алексеј Ананенко, Валериј Безпалов и Борис Баранов волонтирају. |                              |            |             |               |                |                           |                          |
| 3 | Open Wide, O Earth           | Јохан Ренк | Крејг Мазин | 20. мај 2019. | 21. мај 2019.  | 1,063                     | 1,100                    |
| Подрум је успешно исушен, али је почело нуклеарно топљење и прети да загади подземне воде. Шчербина и Легасов уверавају Горбачова да је потребан размењивач топлоте под постројењем, за шта Михаил Шчадов регрутује рударе из рудника угља у Тули, на челу с Глуховим, да ископају тунел у изузетно неповољним условима. Шчербина упозорава Легасова да су под надзором КГБ-а. Легасов шаље Комјукову у болницу у Москви, где разговара са Дјатловим који није кооперативан, али сазнаје од Топтунова и Акимова на самрти да је електрана експлодирала након што је Акимов притиснуо дугме за гашење, што се чинило немогућим. Људмила подмићивањем улази у болницу и лажући о својој трудноћи, добија дозволу да посети Василија, чије се здравствено стање из дана у дан све више погоршава. Не слушајући наређења, она остаје дуже и додирује Василија, који убрзо умире. После Василијеве смрти, Комјук проналази Људмилу; свесна Људмилине трудноће, она прети да ће све пријавити одбору и бива ухапшена од стране агената КГБ-а, али је пуштена на инсистирање Легасова. Док Шчербина и Легасов извештавају Централни извршни одбор о својим плановима за деконтаминацију који захтевају масовну мобилизацију ликвидатора, Људмила стоји међу осталим рођацима жртава тровања радијацијом, јер је Василиј, запечаћен у цинковом сандуку, закопан у бетону у масовној гробници. |                              |            |             |               |                |                           |                          |
| 4 | The Happiness of All Mankind | Јохан Ренк | Крејг Мазин | 27. мај 2019. | 28. мај 2019.  | 1,193                     | 1,311                    |
| Једна старица одбија да се евакуише из Чернобиљске зоне искључења, изјављујући да није избегла претходне претње; војник је тера да оде убијајући њену краву. Регрутовани цивил Павел је упарен са совјетско-афганистанским ратним ветераном Бачом да патролирају у зони како би убијали и одлагали напуштене животиње због радиоактивне контаминације. Командант чернобиљских ликвидатора генерал Николај Тараканов распоређује ровере програма Луноход како би очистио кров постројења за саркофаг. Након што се западнонемачки полицијски робот готово одмах покварио на највише озраченом нивоу крова, Тараканов је приморан да мобилише 3.828 ликвидатора како би га очистио ручно, дозволивши само 90 секунди сваком. Комјук истражује московске архиве и сукоби се са Дјалтовим, који зна да влада није заинтересована да сазна истину. На састанку далеко од КГБ-ових агената, Шчербина и Легасов обавештавају Комјукову да морају да сведоче као експерти на суђењу Дјатлову, Брјуканову и Фомину, а Легасов ће се обратити Међународној агенцији за нуклеарну енергију. Комјук открива чланак о идентичном инциденту на Лењинградској нуклеарној електрани 1975. године, потиснут од стране КГБ-а, и каже им да је Људмила родила девојчицу која је убрзо умрла од тровања зрачењем. Комјук позива Легасова да каже Међународној агенцији за нуклеарну енергију потпуну истину, док Шчербина позива на опрез како би се избегла одмазда владе. |                              |            |             |               |                |                           |                          |
| 5 | Vichnaya Pamyat              | Јохан Ренк | Крејг Мазин | 3. јун 2019.  | 4. јун 2019.   | 1,089                     | 2,112                    |
| После Легасовљевог сведочења Међународној агенцији за нуклеарну енергију у Бечу, у коме лаже, Дјатлову, Брјуканову и Фомину се суди у напуштеном граду Чернобиљу. Шчербина је прво позван да сведочи, објашњавајући опште функционисање нуклеарне електране. Комјук и Легасов сведоче о догађајима који су довели до несреће, на основу разговора с људима у контролној соби. Због кашњења у сигурносном тесту од десет сати и нестрпљивости Дјатлова да га изведе, реактор је застао, да би затим снага неконтролисано почела да расте, пошто је претходно искључено хлађење реактора. Акимов је активирао хитно гашење АЗ-5, али пројектна грешка у контролним шипкама повећала је снагу на десет пута већу од границе реактора пре него што је експлодирао. Легасов открива сакривене информације о лењинградској електрани, признајући да је лагао у свом претходном сведочењу у Бечу. КГБ га хапси и обавештава да ће његово сведочење бити сакривено у државним медијима; штавише, забрањено му је да разговара са било ким о Чернобиљу, неће добити заслуге за његову улогу у санирању катастрофе и никада више неће радити. На крају су приказане слике и видео снимци правог Легасова и других главних играча, откривајући њихове судбине, као и последице несреће које се осећају и данас. |                              |            |             |               |                |                           |                          |

## Продукција

### Развој
Дана 26. јула 2017. године објављено је да ће Ејч-Би-Оу започети снимање серије Чернобиљ, која представља њихову прву копродукцију са британском телевизијском кућом Скај. Петоделну минисерију написао је Крејг Мазин, а режирао Јохан Ренк. Мазин је такође служио и као извршни продуцент, заједно са Керолин Штраус и Џејн Федерстоун, док су Крис Фрај и Ренк били коизвршни продуценти. Мазиново интересовање за стварање серије настало је када је одлучио да напише нешто што се бавило тиме „како се сада боримо са глобалним ратом против истине”. Дана 11. марта 2019. објављено је да ће минисерија бити премијерно приказана 6. маја 2019.

### Кастинг
Истовремено са почетном најавом серије, потврђено је да ће Џаред Харис глумити у серији. Вест да су се Стелан Скарсгорд и Емили Вотсон придружили главној глумачкој екипи објављена је 19. марта 2018. године. У мају 2018. године објављено је да су се Пол Ритер, Џеси Бакли, Едријан Ролинс и Кон о'Нил придружили екипи.

### Снимање
Главно снимање серије почело је у априлу 2018. године у Литванији. Иницијално снимање почело је 13. маја 2018. године у Фабијенишкесу, стамбеној четврти у Вилњусу у Литванији, која је коришћена за приказивање украјинског града Припјата, јер је четврт задржала аутентичну совјетску атмосферу. Подручје густо изграђених стамбених зграда послужило је као место за снимање сцена током евакуације. Директор Јохан Ренк је снажно критиковао количину разноврсних и привлачних модерних прозора на кућама, али није био забринут за уклањање истих у постпродукцији. Крајем марта, снимање се преселило у град Висагинас у Литванији, како би се снимила спољашњост и унутрашњост нуклеарне електране Игналина, затворене нуклеарне електране која се понекад назива „сестром Чернобиља” због своје визуелне сличности са дизајном нуклеарног реактора који је коришћен и у Чернобиљу и у Игналини (нуклеарни реактор РБМК). Почетком јуна 2018. године, снимање се преселило у Украјину како би се снимиле мање финалне сцене. Снимање Чернобиља трајало је 16 недеља.

## Пријем

### Критике
Чернобиљ је добио позитивне критике. На сајту Ротен томејтоуз, има 96% одобрења са просечном оценом 8,83 од 10, на основу 47 рецензија. Критички консензус овог сајта гласи: „Чернобиљ је заснован на ужасу од кога подилазе жмарци и који никад не јењава, а приказује националну трагедију са чистим занатом и интелигентном дисекцијом институционалне трулежи”. На сајту Метакритик, серија има процењену просечну оцену 83 од 100, засновану на 27 критика, што указује на „универзално признање”.
Рецензенти из новина The Atlantic и Вашингтон пост и са телевизијске мреже Би-Би-Си су приметили да серија успешно повлачи паралеле са њиховим савременим друштвом фокусирајући се на моћ информације и како непоштени лидери могу ненамерно направити грешке изван њихове спознаје. Софи Гилберт из новина The Atlantic серију је описала као „туробну расправу о губитку девалвације истине”; Хенк Стувер из Вашингтон поста похвалио је приказивање „шта се дешава када је лагање стандардно, а ауторитет злоупотребљен”.

### Оцене
| Број епизоде | Наслов                         | Датум приказивања | Оцена | Гледаоци (у милионима) |
| ------------ | ------------------------------ | ----------------- | ----- | ---------------------- |
| 1            | „1:23:45”                      | 6. мај 2019.      | 0,2   | 0,756                  |
| 2            | „Please Remain Calm”           | 13. мај 2019.     | 0,3   | 1,004                  |
| 3            | „Open Wide, O Earth”           | 20. мај 2019.     | 0,3   | 1,063                  |
| 4            | „The Happiness of All Mankind” | 27. мај 2019.     | 0,3   | 1.193                  |
| 5            | „Vichnaya Pamyat”              | 3. јун 2019.      | 0,3   | 1.089                  |